# Trimethylsilylpropansulfonát sodný
Trimethylsilylpropansulfonát sodný je organokřemíková sloučenina se vzorcem (CH3)3SiCH2CH2CH2SO3−Na+, sodná sůl kyseliny trimethylsilylpropansulfonové. Používá se jako standard pro měření chemických posunů při protonové NMR vodných roztoků.
Chemický posun u trimethylsilylové skupiny téměř není ovlivňován změnami pH.
Protonové spektrum trimethylsilylpropansulfonátu sodného obsahuje také signály na 2,91 ppm (m), 1,75 ppm (m), a 0,63 ppm (m), s 22% intenzitou oproti referenční rezonanci na 0 ppm.

## Ostatní standardy
Jako NMR standard lze také použít sodnou sůl kyseliny trimethylsilylpropionové; karboxylová skupina namísto sulfonové způsobuje nižší kyselost, což vede k větší citlivosti na změny pH.
Některé nevýhody trimethylsilylpropansulfonátu může vyřešit trifluoroctan 4,4-dimethyl-4-silapentan-1-amonný.